# تيم مورر
تيم مورر (بالإنجليزية: Tim Maurer)‏ هو مغني أمريكي، ولد في 10 أكتوبر 1980.

## وصلات خارجية
- تيم مورر على موقع ميوزك برينز (الإنجليزية)
- تيم مورر على موقع أول ميوزيك (الإنجليزية)
- تيم مورر على موقع ديسكوغز (الإنجليزية)